# Kicki Sehlstedt
Kicki Sehlstedt, folkbokförd Annika Christina Sehlstedt, född 30 juli 1975, är en svensk journalist, tv-producent, kriminolog och författare.

## Biografi
Sehlstedt är journalist samt har en universitetsexamen i kriminologi. Hon började arbeta som journalist med ett sommarvikariat på Bohusläningen 1999, och fortsatte sedan som reporter på Sveriges radio. Hon var anställd på Aftonbladet mellan 2000 och 2012, där hon började på den dåvarande kvinnaredaktionen, och senare var nyhetschef 2006–2010. Hon har därefter bland annat varit redaktör och producent för Brottscentralen 2016–2018 och arbetat med dokumentärserien Svenska fall sedan 2019. Genom sin karriär har hon bevakat mäns våld mot kvinnor, förtryck och kvinnors utsatthet.

### Probono-serien
Sehlstedt är författare till tre böcker i Probono-serien om kriminologiprofessorn Kajan Berglund och den grävande journalisten Aida Svantesson, ett radarpar där den temperamentsfulla journalisten Aida brinner för att berätta och visa missförhållanden, och har sin motpol i den lite mer kyligt intellektuella Kajan.
Den första boken Sweet Lolita (2018) skildrar livet bakom stängda tonårsdörrar och visar hur jakten på bekräftelse lätt utnyttjas av mörka krafter. Den andra boken Oskuld (2019) har mäns hat mot kvinnor som ett centralt tema. Boken bygger bland annat på researcharbete 2018 på flera incelsajter, där flera sedan stängts på grund av sitt våldsglorifierande innehåll. Den tredje boken Bara ett offer (2021) är en kriminalroman som utspelar sig mitt under #metoo-rörelsen och i centrum står mordet på en politiker som anklagats för övergrepp på kvinnor på ett anonymt instagramkonto.